# Alvignac
Alvignac is een gemeente in het Franse departement Lot (regio Occitanie) en telt 632 inwoners (2004). De plaats maakt deel uit van het arrondissement Gourdon.

## Geografie
De oppervlakte van Alvignac bedraagt 13,1 km², de bevolkingsdichtheid is 48,2 inwoners per km².
De onderstaande kaart toont de ligging van Alvignac met de belangrijkste infrastructuur en aangrenzende gemeenten.

## Demografie
Onderstaande figuur toont het verloop van het inwonertal (bron: INSEE-tellingen).